# Серена
Серена (на латински: Serena) е благородничка от късната Западна Римска империя. Принадлежаща към Теодосиевия двор, тя е племенница на Теодосий I. Известно време преди смъртта на чичо ѝ през 395, той урежда тя да се омъжи за неговия magister militum Флавий Стилихон. Пребиваваща в двора на своя братовчед Хонорий, тя избира съпруга за придворния поет Клавдиан и се грижи за полусестрата на Хонорий, нейната братовчедка Гала Плацидия. Тя и Стилихон имат син Евхерий и две дъщери, като и двете се омъжват за Хонорий. Стилихон е екзекутиран по заповед на Хонорий през 408. По време на обсадата на Рим от вестготите през същата година, Серена е лъжливо обвинена в заговорничене с готите и е екзекутирана със съгласието на Гала Плацидия.
Зосим отбелязва как християнката Серена свалила огърлица от статуя на богиня Рея и я сложила около врата си. Появила се възрастна жена, последната весталка, която започнала да укорява Серена и стоварила върху нея цялата сила на закона, поради нейния акт на неуважение. Според Зосим Серена станала жертва на ужасни сънища, предсказващи собствената ѝ преждевременна смърт. Августин се вдъхновява и написва За Града Божи в отговор на мълвата, че превземането на Рим и дезинтеграцията на империята са следствие от идването на християнската ера и нейната нетолерантност към старите богове, които са бдели над града повече от хиляда години.
Тъй като Теодосий бил единствено дете и майка му Терманция е първата и единствена съпруга на баща му, майката или бащата на Серена трябва да са били от по-ранен брак на Терманция, което прави Серена полуплеменница на Теодосий. (Теодосий всъщност не е единствено дете. Той имал по-голям брат, Хонорий, който имал две дъщери, Серена и Терманция, като и двете са осиновени от Теодосий и отведени с него в Константинопол, където брат му умира.)